# Sónar
Sónar er en musikfestival som hvert år bliver afholdt i Barcelona, Spanien. 
Festivalen, som blev grundlagt i 1994, spænder over tre dage i juni, har fokus på elektronisk musik, og kan hvert år præsentere mange af de største navne indenfor denne genre. 
I 2006 optrådte bl.a. Laurent Garnier, Tiga, Jeff Mills, Miss Kittin, Richie Hawtin og Ricardo Villalobos.